# Wapen van Peel en Maasvallei

Het wapen van Peel en Maasvallei

Het wapen van het waterschap Peel en Maasvallei is op 23 juni 1994 bij Koninklijk Besluit aan het waterschap toegekend. Op 1 januari 2016 ging het waterschap op in het nieuwgevormde waterschap Limburg. Hiermee verviel het wapen.

## Blazoen
Het blazoen dat bij de Hoge Raad van Adel bekend is, luidt als volgt:
In goud een omgekeerde, golvende gaffel van azuur, vergezeld rechts van drie hoorns van keel, links van een molenrad van sabel en beneden van zes turven van sinopel, geplaatst één, twee en drie. Het schild gedekt door een gouden kroon van drie bladeren en twee parels.
De heraldische kleuren in het wapen zijn: goud (geel), azuur (blauw), keel (rood), sabel (zwart) en sinopel (groen). De kroon is een gravenkroon.

## Geschiedenis
In 1994 is het waterschap Peel en Maasvallei ontstaan door de samenvoeging van de toenmalige waterschappen Het Maasterras, Midden-Limburg en Noord-Limburg. Het wapen bevat elementen uit de wapens van zijn voorgangers. Alle voorgangers van het waterschap hadden een wapen met een gravenkroon.
De gaffel komt uit het wapen van Het Maasterras. Hij symboliseert de samenvloeiing van de vele watergangen uit het het beheersgebied met de Maas en deelt het schild in drie delen. In ieder deel staat een element uit het wapen van een voorganger. Heraldisch rechts is het wapen van de graven van Horn afgebeeld. Dit komt ook voor in het wapen van Midden-Limburg. Daar tegenover is een waterrad afgebeeld, dat de vele watermolens symboliseert die ooit voorkwamen in het gebied van Het Maasterras. Onder staat een stapel turven, afkomstig uit het wapen van Noord-Limburg. Deze staan symbool voor de vroegere turfwinning in de streek.

## Verwante wapens

Het wapen van Noord-Limburg
Het wapen van Midden-Limburg
Het wapen van Het Maasterras
Het wapen van het huis Horne

Aa en Maas ·
Amstel, Gooi en Vecht ·
Brabantse Delta ·
Delfland ·
De Dommel ·
Hollands Noorderkwartier ·
Hollandse Delta ·
Limburg ·
Hunze en Aa's ·
Noorderzijlvest ·
Rijnland ·
Rivierenland ·
Schieland en de Krimpenerwaard ·
De Stichtse Rijnlanden ·
Vallei en Veluwe ·
Vechtstromen · 
Fryslân